# Selaginella xiphophylla
Selaginella xiphophylla är en mosslummerväxtart som beskrevs av Bak.. Selaginella xiphophylla ingår i släktet mosslumrar, och familjen mosslummerväxter. Inga underarter finns listade i Catalogue of Life.